# Międzynarodowy Festiwal Operatorów Filmowych „Braci Manaki”
Międzynarodowy Festiwal Operatorów Filmowych „Braci Manaki” (mac. Меѓународен фестивал на филмската камера „Браќа Манаки”, ang. International Cinematographers’ Film Festival “Manaki Brothers” lub Manaki Brothers Film Festival) – pierwszy i najstarszy na świecie festiwal filmowy poświęcony sztuce operatorów filmowych. Odbywa się od 1979 roku w macedońskiej miejscowości Bitola. Jego nazwa upamiętnia bałkańskich filmowców znanych jako Bracia Manaki: Janaki Manaki (1878–1954) i Milton Manaki (1882–1964). Festiwal powstał z inicjatywy Stowarzyszenia Filmowców Macedońskich (MFPA), Cinematheque of Macedonia, a także miasta–gospodarza Bitoli. Po uzyskaniu niepodległości przez Macedonię w 1991 roku festiwal zyskał międzynarodowy charakter. Przyznawane są na nim nagrody dla najlepszych operatorów filmowych – Złotą, Srebrną i Brązową Kamerę 300.